# Elecciones municipales de 1979 en La Coruña
Las elecciones municipales de 1979 fueron las primeras elecciones municipales de la democracia española, se celebraron en La Coruña el martes, 3 de abril, de acuerdo con el Real Decreto de convocatoria de elecciones locales en España dispuesto el 26 de enero de 1979 y publicado en el Boletín Oficial del Estado el día 27 de enero. Se eligieron los 27 concejales del pleno del Ayuntamiento de La Coruña mediante un sistema proporcional con listas cerradas y un umbral electoral del 5%.
A pesar de la victoria del UCD en las elecciones, un acuerdo de gobierno conocido como el Pacto del Hostal entre todas las fuerzas de izquierda, permitió al UG y su candidato Domingos Rafael Merino Mexuto convertirse en el primer alcalde electo de La Coruña desde la segunda república, a cambio de que UG apoyara al PSOE en las alcaldías de Ferrol y Vigo.
En marzo de 1981 por falta de apoyos políticos, teniendo a UCD, PSOE y CD pidiendo su dimisión, Merino Mexuto dimitió y fue nombrado alcalde Joaquín López Menéndez del UCD, hasta las siguientes elecciones.

## Resultados
Los resultados completos se detallan a continuación:
| Candidatura     | Candidatura                                  | Voto Popular | Voto Popular                   | Concejales                     |
| Candidatura     | Candidatura                                  | Votos        | %                              | Total                          |
| --------------- | -------------------------------------------- | ------------ | ------------------------------ | ------------------------------ |
|                 | Unión de Centro Democrático (UCD)            | 24 480       | 28,05                          | 8                              |
|                 | Partido Socialista Obrero Español (PSOE)     | 17 903       | 20,51                          | 6                              |
|                 | Unidade Galega (UG)                          | 15 060       | 17,26                          | 5                              |
|                 | Coalición Democrática (CD)                   | 11 428       | 13,09                          | 4                              |
|                 | Partido Comunista de Galicia (PCG)           | 7 639        | 8,75                           | 2                              |
|                 | Bloque Nacional Popular Galego (BNPG)        | 7 268        | 8,33                           | 2                              |
|                 |                                              |              |                                |                                |
|                 | Partido del Trabajo de Galicia (PTG)         | 1 576        | 1,81                           | 0                              |
|                 | Movemento Comunista de Galicia (MCG)         | 894          | 1,02                           | 0                              |
|                 | Falange Española de la JONS (FE de las JONS) | 756          | 0,87                           | 0                              |
|                 | Liga Comunista Revolucionaria (LCR)          | 269          | 0,31                           | 0                              |
| Votos en blanco | Votos en blanco                              | 0            | 0                              | n/a                            |
| Votos vàlidos   | Votos vàlidos                                | 87 273       | 100                            | 27                             |
| Votos nulos     | Votos nulos                                  | 1 654        | Participación:\| \| 53.54 % \| | Participación:\| \| 53.54 % \| |
| Votantes        | Votantes                                     | 88 927       | Participación:\| \| 53.54 % \| | Participación:\| \| 53.54 % \| |
| Electores       | Electores                                    | 166 106      | Participación:\| \| 53.54 % \| | Participación:\| \| 53.54 % \| |
|                 | 53.54 %                                      |              |                                |                                |